# Nefrotoksični lekovi
Nefrotoksični lekovi su grupa lekova koji se metabolišu ili izlučuju preko bubrega i u tom procesu izazivaju direktno nefrotoksičnost ili indirektno oštećenje bubrežnih funkcija. Brojni lekovi koji se takoreći masovno, svakodnevno i nekontrolisano koriste (NSAI, antimikrobni, ACEi, hemioterapeutici, kontrasna sredstva) udruženi sa faktorima rizika mogu da izazovu oštećenje bubrega. Starost, bubrežna oboljenja, komorbiditeti, politerapija, samo su neki od činilaca koji povećavaju rizik za akutno oštećenje bubrega uzrokovano lekovima.

## Epidemiologija
Prema podacima iz literature učestalost nefrotoksičnosti je:
- 7% — kod hospitalizovanih pacijenata kod kojih se razvija akutno bubrežno oštećenje (AKI),
- 20% — kod hospitalizovanih akutnih bubrežnih insuficijencija uzrokovano lekovima,
- 66% — je incidenca nefrotoksičnosti kod starijih osoba.

## Patofiziologija
Nefrotoksičnost je jedno od najčešćih neželjenih dejstava ili interakcija lekova koji oštećuju cirkulaciju krvi kroz bubrege, što ima za posledicu ubrzano propadanje bubrežnog tkiva i posledično njegovih funcija. 
Faktori rizika za nefrotoksičnost
| Faktori bolesnika | starost i pol — prethodne bolesti bubrega — komorbiditeti (diabetes, multipli mijelom, lupus) — retencija natrijuma (ciroza jetre, srca, nefrotski sy) — dehidriranost — acidoza — hipokalijemija — hipomagnezijemija — hiperurikemija — hiperurikozurija — sepsa, šok Transplantacija bubrega |
| Faktori leka      | nefrotoksičnost — doza leka — trajanje — učestalost — oblik primene — ponovljeno izlaganje leku — interakcije lekova |

## Vrste nefrotoksičnih lekova

### Analgetici i antipiretici (NSAIL)
Među nefrotoksičnim lekovima posebno su opasni NSAI ili lekovi protiv bolova i visoke temperature, odnosno aniupalni lekovi (Diklofenak, Brufen, Ketonal, aspirini, kardiopirin i njima slični lekovi), jer se nalaze u slobodnoj prodaji i stanovništvo ih nekritički koristi po slobodnom nahođenju. 
Najćešća ošterćnja NSAIl- a su intersticijalni nefritisal, retencija natrijuma i vode, hiperkalijemija, papilarna nekroza, hipertenzija, nefrotski sindrom.

### ACEI i ARB
U veliku grupu nefrotoksičnih lekova spadaju i takozvani ACEI (angiotenzin-konvertujućeg-enzima-inhibitori) i ARB (angiotenzinskih receptora blokatori), jer oni najviše smanjuju protoke krvi kroz bubreg. 
- ACEI su lekovi tipa: Kaptopril, Zorkaptil, Prilazid, Tritace, Enalapril, Monopril, i slični.
- ARB su lekovi tipa:Losartan, Cozaar, Erynorm, Diovan, Lorista i dr.

### Imunosupresivi
Nefrotoksični su i imunosupresivi: ciklosporin, tacrolimus, metotreksat, cisplatin itd. iako se koriste i u prevenciji odbacivanja transplantiranog bubrega. Oni izazivaju: akutnu, dozno-zavisnu redukciju renalnog protoka i patomorfolološke bubrežne promene

### Antibiotici i antimikrobni lekovi
Od antibiotika i antimikrobnih lekova, najopasniji su aminoglikozidi, neki cefalosporini, hinoloni, tetraciklini, amfotericin B i aciklovir
- Najčešće izazivaju hipersenzitivno/alergijsku reakciju, akutnu renalnu insuficijenciju, raš, eozinofiliju
- Ciprofloxacin izaziva trombotičnu mikroangiopatiju, tubularnu nekrozu i apoptozu.
- Amfotericin B kod 80% pacijenata razvija akutnu renalnu insuficijenciju (ABI).

### Anestetici
Primena anestetika može izazvati akutno oštećenje bubrega koje je ozbiljna komplikacija povezana s povišenim komplikacxijama i smrtnošću. Ukupna incidencija akutnog oštećenja bubrega kod bolničkih bolesnika iznosi 1% — 5%, dok su 30% tih bolesnika razvili akutno oštećenje bubrega u perioperativnom periodu kao posledicu anestezije i operacije. 
Uprkos novim naučnim saznawima i unaprjeđenja hirurških tehnika i lečenja u jedinicama intenzivne nege, nije postignut značajniji pomak u smanjenju incidencije akutno oštećenje bubrega. Za promenu tog ishoda važno je rano prepoznavanje rizične grupe bolesnika i prevencija. 
Na ukupni ishod lečenja utiće i pravilan izbor anestetičkih sredstava tokom opšte anestezije, koji je najbolje prilagođen individualnim potrebama bolesnika. Danas se smatra da inhalacioni anestetici nisu nefrotoksični, i da zato inhalacioni anestetici imaju snažan direktan zaštitni učinak na mnoge organe kroz predkondicioniranje i postkondicioniranje. 
Nova istraživanja pokazuju da npr. sevofluran smanjuje ishemijsko-reperfuzijsku pobredu bubrega i deluje protivupalno, zbog čega ima potencijal da smanji pojavu akutnog oštećenja bubrega. 
S obzirom na incidenciju akutnog oštećenja bubrega u perioperativnom periodu i novih saznanja o anesteticima, pitanje izbora anestetika tokom opšte anestezije mogao bi biti od ključnog značenja za sveukupni ishod lečenja.

### Kontrastna sredstva
Kontrastnim sredstvom indukovana nefropatija, definiše se kao uvećanje veće od 25% kreatinina u serumu ili apsolutno povećanje kreatinina u serumu od 0,5 mg/dl (nakon radiološkog pregleda obavljenog uz pomoću kontrastnog sredstva).

### Citostatici
Kako se citostatici najčešće izlučuju preko mokraće (putem bubrega), bilo kakva smanjena funkcija bubrega može da poveća toksičnost citostatika. Neki citostatici utiču na rad bubrega, menjajući boju mokraće od žute u narandžastu ili crvenkastu i uz to mokraća može da ima miris lekova, obično u trajanju od 1-3 dana. 
Neprijatna i bolna upala mokraćne bešike, koja se ponekad javlja tokom upotrebe citostatika, manifestuje se čestim nagonom za mokrenjem ili pojavom krvave mokraće. 
Efekti citostatika na bubrege i mokraćnu bešiku mogu biti prolazni i trajni.

## Prevencija
Prevencija nefrotoksičnosti zasniva se na:
- Doziranju lekova prema Cockcroft-Gaultovoj formuli
- Proceni renalne funkcije na osnovu MDRD
- Izbegavati nefrotoksične kombinacije
- Korigovanja faktora rizika pre i tokom primene lekova
- Monitoringu bubrežne funkcije i vitalnih parametara
- Davanju prednosti lekovima koji su ekvivalentni po efikasnosti a bez nefrotoksičnog su potencijala
- Posebanom oprezu ko lečenja starijih osoba sa komorbiditetima i pacijenta sa GFR < 60ml/min.[6]

## Literatura
- Choudhury, Devasmita; Ahmed, Ziauddin (2006). „Drug-associated renal dysfunction and injury”. Nature Clinical Practice Nephrology. 2 (2): 80—91. PMID 16932399. doi:10.1038/ncpneph0076.
- Szeto, CC; Chow, KM (2005). Szeto, Cheuk Chun; Chow, Kai Ming (2005). „Nephrotoxicity related to new therapeutic compounds”. Renal Failure. 27 (3): 329—33. doi:10.1081/JDI-56595..

## Spoljašnje veze
|  | Molimo Vas, obratite pažnju na važno upozorenje u vezi sa temama iz oblasti medicine (zdravlja). |